# Lecanora hypoptoides
Lecanora hypoptoides är en lavart som först beskrevs av och som fick sitt nu gällande namn av William Nylander. 
Lecanora hypoptoides ingår i släktet Lecanora och familjen Lecanoraceae. Arten är reproducerande i Sverige.